# (1302) Верра
(1302) Верра (нем. Werra) — астероид Главного Кольца, найденный 28 сентября 1924 немецким астрономом Карлом Вильгельмом Райнмутом в Обсерватории Хайдельберг-Кёнигштуль в Хайдельберге.
Астероид назван в честь немецкой реки Верра.

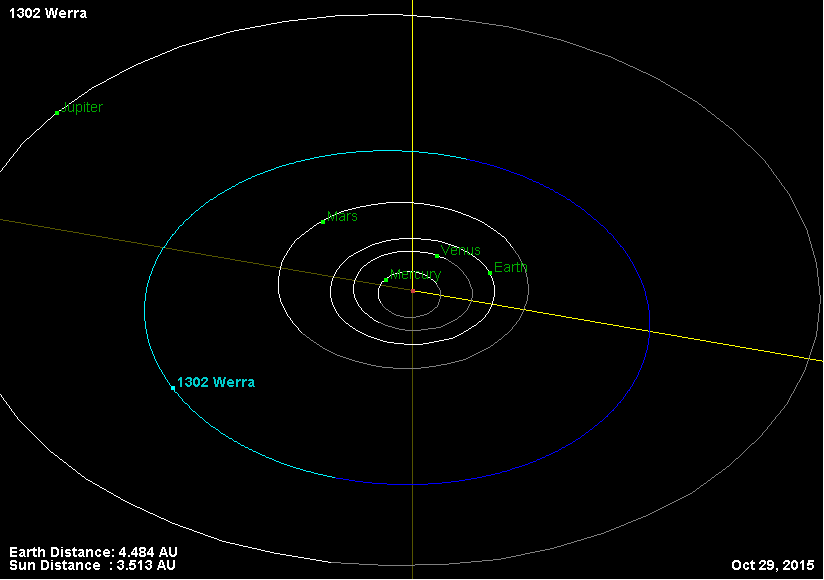
Орбита астероида Верра и его положение в Солнечной системе